# Berrocal de Huebra
Berrocal de Huebra è un comune spagnolo di 118 abitanti situato nella comunità autonoma di Castiglia e León.
Dista 43 km dalla città di Salamanca, capoluogo della provincia omonima.